# Råsundastadion
Il Råsundastadion fu uno stadio polivalente situato a Solna, municipalità dell'area urbana di Stoccolma, in Svezia.
Prendeva il nome dall'omonimo quartiere di Råsunda presso cui sorgeva.
Tra il 1937 e il 2012 ospitò gli incontri interni dell'AIK e gran parte di quelli della Nazionale svedese. Nel 2012 venne rimpiazzato dalla Friends Arena come stadio principale delle gare interne e successivamente raso al suolo.

## Storia

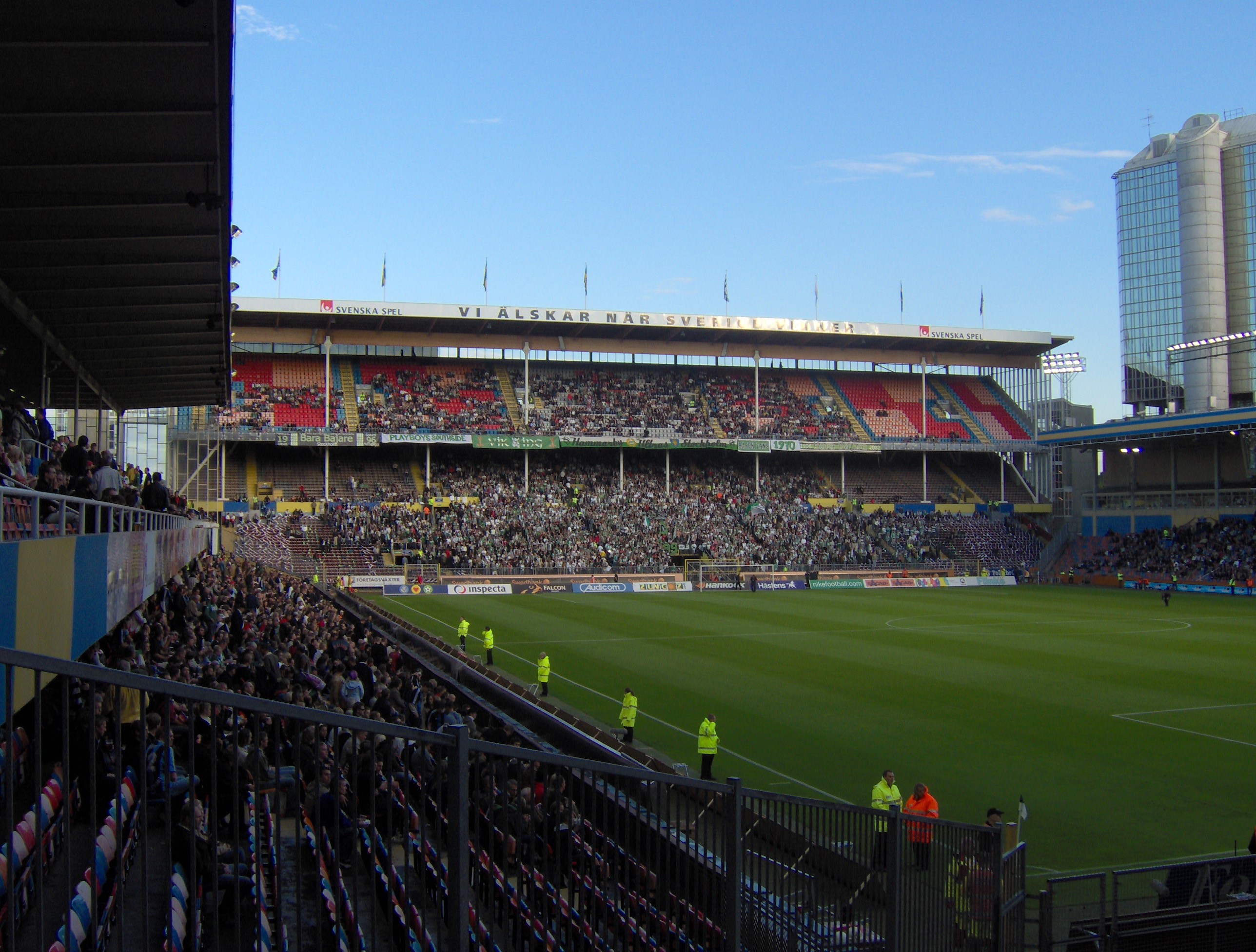
L'interno dello stadio nel 2007

Il Råsundastadion fu inaugurato nel 1937 nel luogo in cui sorgeva un impianto risalente al 1910, chiamato Råsunda Idrottsplats o Råsunda IP, il quale aveva ospitato in precedenza alcune prove di tiro a segno e partite di calcio delle Olimpiadi 1912. La prima partita si disputò il 18 aprile 1937, quando i padroni di casa dell'AIK sconfissero il Malmö FF per 4-0. L'inaugurazione ufficiale dello stadio avvenne circa un mese più tardi, il 17 maggio per mano del re Gustavo V, in occasione della partita Svezia-Inghilterra. I mondiali di calcio del 1958 furono assegnati alla Svezia, ed il Råsundastadion ospitò 8 partite inclusa la finale Svezia-Brasile, in cui i sudamericani si imposero per 5-2 con doppiette di Vavá e Pelé. Per l'occasione la capienza era stata aumentata a 50.000 persone. Il 26 settembre 1965 si registrò il record di spettatori, quando 52.943 assistettero alla partita tra Svezia e Germania Ovest. Per quanto riguarda i concerti, il primato spetta all'esibizione dei Queen del 7 giugno 1986, prima data del loro ultimo tour: fu un sold out con circa 37.500 biglietti venduti.
A metà degli anni ottanta lo stadio fu rinnovato. Tra gli interventi svolti ci fu il rifacimento della vecchia tribuna ovest e la costruzione di un edificio destinato ad uffici fra le tribune ovest e sud, comunemente indicato come "Dallasskrapan" (grattacielo Dallas) per la sua facciata a specchio. L'impianto riaprì il 20 aprile 1985 con la partita di campionato tra AIK e Örgryte. Negli anni novanta il Råsundastadion ospitò diversi eventi internazionali: nel 1992 vi si giocarono alcune partite degli europei, tra cui la semifinale Svezia-Germania. Nel 1995 vi si disputò la finale dei campionati mondiali femminili di calcio, diventando di fatto il primo stadio al mondo ad aver ospitato le finali di coppa del mondo sia maschili che femminili. Il 13 maggio 1998 il Chelsea vi conquistò la Coppa delle Coppe grazie al successo per 1-0 sullo Stoccarda con rete di Gianfranco Zola.
Il 1º aprile 2006 la federcalcio svedese annunciò ufficialmente la costruzione futura di un nuovo impianto poco distante dall'attuale stadio, destinato alla demolizione nel giro di qualche anno. Il nuovo impianto, denominato Friends Arena, venne inaugurato nell'autunno 2012.
Il 15 agosto 2012 il Råsunda ospitò l'amichevole celebrativa tra Svezia e Brasile, le due finaliste del mondiale svedese del 1958.
L'ultima partita di campionato si giocò il 4 novembre (AIK-Malmö FF 2-0), mentre l'ultima partita in assoluto si disputò il 22 novembre 2012 tra AIK e Napoli, valido per l'Europa League e vinto dai partenopei per 2-1: in quell'occasione, il decisivo calcio di rigore di Edinson Cavani al 94' minuto fu l'ultimo gol della storia del Råsunda. Pochi giorni dopo quella partita, migliaia di tifosi svedesi (in particolare dell'AIK) vi si recarono per appropriarsi di un ricordo come ad esempio seggiolini o zolle d'erba.
L'unica parte dello stadio a non essere oggetto di demolizione fu la torre in vetro. La restante area ospita oggi edifici residenziali e uffici.

## Incontri

### Partite dei Giochi Olimpici 1912[9]

#### Torneo olimpico
- Germania 1-5  Austria - (turno di qualificazione, 29 giugno);
- Regno Unito 7-0  Ungheria - (quarti di finale, 30 giugno);
- Paesi Bassi 3-1  Austria - (quarti di finale, 30 giugno);
- Danimarca 7-0  Norvegia - (quarti di finale, 30 giugno);
- Paesi Bassi 9-0  Finlandia - (finale terzo-quarto posto, 4 luglio).

#### Torneo di consolazione
- Svezia 0-1  Italia - (turno di qualificazione, 1º luglio);
- Germania 16-0  Russia - (turno di qualificazione, 1º luglio);
- Germania 1-3  Ungheria - (semifinale, 3 luglio);
- Ungheria 3-0  Austria - (finale, 5 luglio).

### Mondiale 1958
- Svezia 3-0  Messico - (gruppo 3, 8 giugno);
- Messico 1-1  Galles - (gruppo 3, 11 giugno);
- Svezia 2-1  Ungheria - (gruppo 3, 12 giugno);
- Svezia 0-0  Galles - (gruppo 3, 15 giugno);
- Galles 2-1  Ungheria - (spareggio gruppo 3, 17 giugno);
- Svezia 2-0  Unione Sovietica - (quarti di finale, 19 giugno);
- Francia 2-5  Brasile - (semifinale, 24 giugno);
- Svezia 2-5  Brasile - (finale, 29 giugno).

### Europeo 1992
- Svezia 1-1  Francia - (gruppo A, 10 giugno);
- Svezia 1-0  Danimarca - (gruppo A, 14 giugno);
- Svezia 2-1  Inghilterra - (gruppo A, 17 giugno);
- Svezia 2-3  Germania - (semifinale, 21 giugno).

### Finale di Coppa delle Coppe
- Chelsea 1-0  Stoccarda - (13 maggio 1998).